# Saumagen-Orden

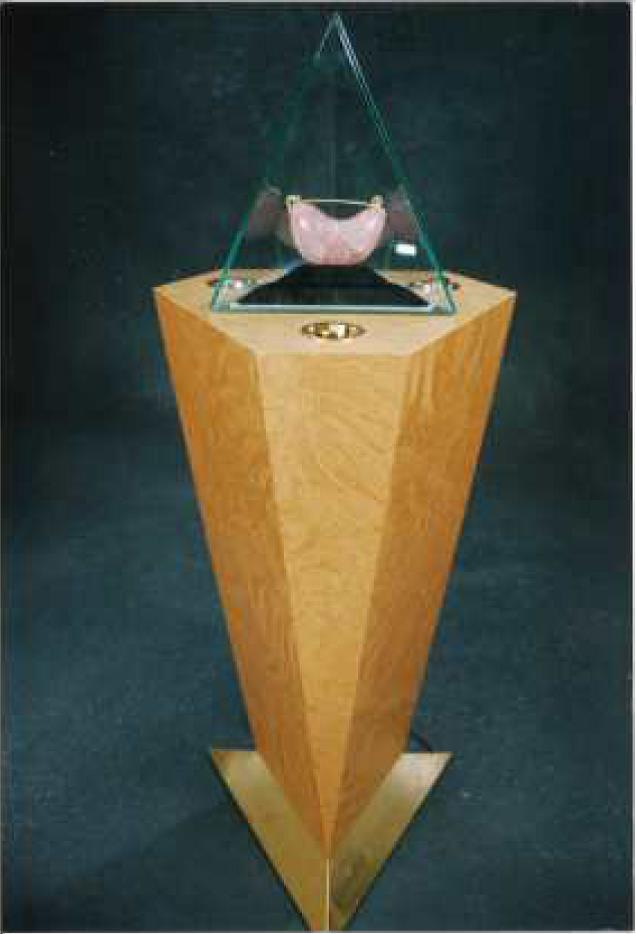
Vitrine mit dem Orden

Der Pfälzer Saumagen-Orden, häufig verkürzt Saumagen-Orden, ist ein Karnevalsorden. Er wird durch die Schifferstadter Karneval- und Tanzsport-Gesellschaft Schlotte an Persönlichkeiten aus Politik, Wirtschaft, Kultur oder Sport verliehen, die sich um die historische Kurpfalz beiderseits des Oberrheins verdient gemacht haben.

## Geschichte
Die Auszeichnung hat ihren Namen nach dem „Pfälzer Nationalgericht“, dem Saumagen. Sie wurde 1992 nicht, wie längere Zeit irrtümlich angenommen, vom damaligen Bundeskanzler Helmut Kohl angeregt; Ideengeber und Stifter war vielmehr Günter Kreckler, ein 1935 geborener und mittlerweile verstorbener Senator der Schlotte. Zunächst waren nur elf – in Anlehnung an die Symbolzahl der Karnevalisten – Verleihungen geplant. Wegen des großen Erfolgs und des touristischen Aufsehens, das die Ordensverleihung erzielte, entschied man sich 2002 für die Fortsetzung. Gleichzeitig wurde auch die offizielle Ausweitung des in Frage kommenden Personenkreises auf ganz Deutschland beschlossen, nachdem die Herkunft vorher auf das Gebiet der historischen Kurpfalz beschränkt gewesen war.

## Verleihung
Der Orden besteht aus einem 740 g schweren Stück Rosenquarz, das in der Schmuckstadt Idar-Oberstein in die Form eines Saumagens geschliffen wird und mit einer Silberkette um den Hals getragen werden kann. Die Verleihung wird mit einem Saumagenessen gefeiert, bei dem die Laudatio auf den neuen Ordensträger von seinem Vorgänger gehalten wird.

## Ordensträger
Die Verleihungen sind durchgezählt gemäß Bekanntgabe im Internet, die Tätigkeitsbezeichnungen beziehen sich auf die Zeit der Ordensverleihung.
1. 1992 Helmut Kohl, Bundeskanzler
2. 1993 Werner Pfützer, Präsident der Vereinigung Badisch-Pfälzischer Karnevalvereine
3. 1994 Joy Fleming, Soul-Sängerin
4. 1995 Fritz Walter, Fußballweltmeister 1954
5. 1996 Theo Becker, Ordensmeister der Weinbruderschaft der Pfalz
6. 1997 Jürgen Strube, Vorstandsvorsitzender der BASF
7. 1998 Kurt Beck, Ministerpräsident von Rheinland-Pfalz
8. 1999 Horst Lenz, Günther Wetzel und Bernd Heuer als Mitglieder des Kampfmittelräumdienstes Rheinland-Pfalz
9. 2000 Theo Magin, Mitglied des Deutschen Bundestags, Ehrenbürger von Schifferstadt
10. 2001 Bernhard Vogel, Ministerpräsident von Thüringen, ehemaliger Ministerpräsident von Rheinland-Pfalz
11. 2002 Wolfgang Schneider, Betreiber des Holiday Parks in Haßloch
12. 2003 Lothar Späth, Wirtschaftsmanager, ehemaliger Ministerpräsident von Baden-Württemberg
13. 2004 Marie-Luise Marjan, Schauspielerin
14. 2005 Markus Merk, Fußballschiedsrichter
15. 2006 Hans-Dietrich Genscher, ehemaliger Bundesaußenminister
16. 2007 Dieter Thomas Heck, ausscheidender Radio- und Fernsehmoderator
17. 2008 Vicky Leandros, Sängerin und Politikerin
18. 2009 Hermann Layher, Leiter des Auto- und Technikmuseums Sinsheim und des Technikmuseums Speyer
19. 2010 Stefan Kuntz, Fußball-Europameister 1996, Vorstandsvorsitzender des 1. FC Kaiserslautern
20. 2011 Helmut Markwort, Herausgeber des Nachrichtenmagazins Focus
21. 2012 Dieter Wedel, Regisseur
22. 2013 Margit Sponheimer, Sängerin
23. 2014 Ralph Siegel, Komponist
24. 2015 Frank Elstner, Entertainer
25. 2016 Horst Lichter, Fernsehkoch und Moderator
26. 2017 Christian Habekost, Comedian und Kabarettist
27. 2018 Malu Dreyer, Ministerpräsidentin von Rheinland-Pfalz
28. 2019 Gunther Emmerlich, Sänger und Moderator
29. 2020 Julia Klöckner, Bundeslandwirtschaftsministerin
30. 2023 Berthold und Egon Heberger, Bauunternehmer
31. 2025 Denis Scheck, Literaturkritiker